# Eva Toulouze
Eva Toulouze (Eva Vingiano de Pina Martins), née le 13 septembre 1956 à Rome, est une ethnologue dans le domaine finno-ougrien.

## Biographie
Après avoir passé une partie de son enfance à Lisbonne, elle vit à Paris et à Tartu en Estonie. Elle est chercheuse au département d'ethnologie de l'Université de Tartu, ainsi que maître de conférences à l'INALCO, à Paris, en langues et cultures finno-ougriennes .
Elle traduit aussi de la poésie, notamment des poèmes de l'Estonienne Kristiina Ehin, et de la prose, comme le quatrième tome du cycle d'Anton Tammsaare Vérité et justice.